# Parimatch
Parimatch (ТОВ «Паріматч») — бренд міжнародної холдингової компанії «Parimatch», яка провадить букмекерську діяльність та організовує азартні ігри в інтернеті. Представник бренду в Україні — компанія «Parimatch Ukraine».

## Статус
Компанія працює онлайн на ринках Європи, Азії та Латинської Америки під ліцензіями окремих країн та з міжнародною ліцензією Кюрасао.
В Україні бренд «Parimatch» представлено ТОВ «Паріматч».
До березня 2022 року компанія працювала у Росії та Білорусі..
Власником торгових марок є кіпрська компанія Рілліус холдинґ Лімітед (Rillius Holding Limited).
У березні 2023 року РНБО наклала санкції на холдингову компанію терміном на 50 років через можливі зв'язки з Росією і Білоруссю. Після цього діяльність компанії в Україні була призупинена. У компанії оскаржили це рішення, посилаючись на висновок американської юридичної компанії Mayer Brown про непричетність компанії до бізнесу в РФ.

## Історія

#### 1994—2021
- 1994 — створення компанії в Києві[19][20][21]
- 1994—1998 — відкриття пунктів прийому ставок в Україні
- 2000 — починає прийом онлайн-ставок
- 2004 року починає роботу в Білорусі, 2005 — в Молдові та Грузії
- 2009 року через заборону йде з українського ринку, працюючи в онлайн-сегменті та інших країнах. Аналогічна ситуація в Молдові, де в грудні 2016 року було прийнято законодавчу заборону
- 2014 та 2016 року були отримані міжнародні ліцензії Кюрасао і Олдерні (2015)
- У березні 2015 року відкрито перший пункт прийому ставок в Казахстані та місцевий сайт
- У травні 2015 року був зареєстрований торговий знак Parimatch в Росії[22]
- 2017 року права на використання торгової марки в РФ були передані ТОВ «Бетринг», відкрито франчайзі-представництво в Танзанії
- В лютому 2018 року отримує букмекерську онлайн-ліцензію на Кіпрі[23][24]
- 6 лютого 2019 року Конор Мак-Ґреґор стає бренд-амбасадором компанії, компанія проводить ребрендинґ[25]
- 4 липня 2019 року бренд-амбасадором компанії стає Майк Тайсон[26]
- 2020 — партнерами компанії стали такі футбольні клуби як Лестер Сіті та Ювентус, кіберспортивна команда Fnatic
- 2021 — компанія отримала ліцензію, ставши першим легальним букмекером в Україні[27][28][29]

#### Після 24 лютого 2022 року
У березні 2022 року, після початку повномасштабного вторгнення Росії до України, було відкликано франшизу та завершено діяльність у Росії. Також у Росії було заборонено використання рекламних матеріалів, спонсорських угод, символіки, фірмових кольорів, амбасадорів і слоганів, відключено доступ до технічних процесів.
Однак станом на травень 2022 року, торгова марка PariMatch в Росії не була анульована.
До 24 лютого 2022 Parimatch Tech надавав російському партнеру франшизу — зокрема, права на використання бренду і технічної платформи. Франшизу було відкликано після повномасштабного вторгнення, а співпрацю з франчайзі — припинено. На російському сайті parimatch.ru було вказано про «перенесення сервісів» на сайт paribet.ru, через що деякі журналісти стверджували, що компанія продовжила роботу в Росії. Зокрема, Яніна Соколова заявила, що компанія продовжила роботу в РФ під брендом «Pari».
У червні стало відомо, що компанія продала білоруську частину бізнесу місцевому менеджменту (локальні CEO Юлія Лешкова та головний бухгалтер Тетяна Тонкавич). За €1,5 млн, що за даними представників компанії склало 5-7 % від вартості місцевого бізнесу. 30 червня у Parimatch заявили про повне припинення роботи в Білорусі.
Листопад 2022 року — бренд відзвітував, що надана ним допомога Україні за час повномасштабного вторгнення в грошовому еквіваленті склала 280 млн грн.  
Листопад 2022 року — партнер фандрейзингової платформи United24.

### Зупинка роботи
10 березня 2023 — року Президент Зеленський підписав указ про санкції терміном на 50 років щодо ряду українських компаній, серед них була Parimatch. 12 березня компанія припинила операційну діяльність, у квітні звільнила половини штату (1100 працівників) із українських офісів.
12 травня 2023 — було оголошено про призупинення роботи компанії «Parimatch Україна» до зняття санкцій.
27 липня 2023 — Суд в апеляції визнав публікацію РБК-Україна про роботу «Parimatch» в Росії після початку війни достовірно.
У грудні 2023 року Максим Ляшко залишив пост СЕО групи компаній Parimatch.
У вересні 2024 року Катерина Білоруська продала свій контрольний пакет акцій Parimatch Group Сергію Портнову. Згодом Портнов став єдиним власником Parimatch Group після придбання деяких часток міноритарних акціонерів.

## Соціальні проєкти
Навесні 2022 року було почато серію благодійних аукціонів з продажу колекційних речей із музею Parimatch Ukraine. Виручені кошти компанія спрямовує на допомогу Україні: ліки, бронежилети, тепловізори тощо. Було проведено європейський благодійний аукціон на підтримку України, лотами були футболки з відомих спортсменів: Пеле, Карім Бензема, Вейн Руні та Луїш Фіґу.
Із квітня Parimatch Foundation з фондом WeHelpUkrainians та британськими лікарями реалізують проєкт Ukraine Hospitals Appeal на підтримку українських лікарень.
Для допомоги переселенцям із працевлаштуванням Глобальний договір ООН в Україні з компаніями Parimatch, Jooble та Happy Monday створили проєкт Give a Job for UA. Загалом на початок травня компанія звітувала про виділення 500 тисяч євро для допомоги Україні, допомогли евакуювати 600 людей і створити 4000 спальних місць.
В грудні 2022 United24 разом з Parimatch запустили міжнародну кампанію Light up Christmas for Ukrainians, метою якої є збір коштів на генератори для українських лікарень.
В березні 2023 Parimatch Ukraine у партнерстві з Міністерством охорони здоров'я створили перший в Україні Банк довгострокового зберігання крові.

##### «Відповідальна гра»
У вересні 2021 року запущено платформу Responsible Gambling, що націлена на зменшення ризиків для гравців, зокрема, запобігання розвитку ігрової залежності. Амбасадором кампанії став Олександр Усик.

#### Parimatch Foundation
Parimatch Foundation — це благодійний фонд, створений 2019 року. Його метою є надання дітям рівних можливостей та доступу до навчання й спорту. БФ впровадив програми «Так, я можу», «Спортивний наставник», «Нова фізична культура» та «Boost4Best». В акціях фонду брали участь Олександр Усик, Денис Берінчик та гравці «Десни».
2020 — було виділено 10 млн грн українським лікарням під час пандемії коронавірусу, було передано два апарати ШВЛ дитячій лікарні Охматдит. У грудні 2022 року фонд вийшов з холдингу.

## Спонсорство, партнерство
- 2015—2017 — партнер футбольної Прем'єр-ліги України сезонів 2015/16 і 2016/17, турнір було перейменовано на «Ліга Парі-Матч»[69]
- 2015—2016 — партнер львівського ФК Карпати[70]
- 2016—2019 — партнер кіпрського ФК АПОЕЛ[71]
- серпень 2016 — спонсор Чемпіонату України з баскетболу дивізіон А (Суперліга), спонсор національної збірної команди України з баскетболу. З 17 серпня 2016 року чемпіонат було названо «Суперліга Парі-Матч»[72]
- липень 2018 — бетинг-партнер UFC у ЄБСА (Абсолютний бійцівський чемпіонат, Європа, Ближній Схід, Африка EMEA)[73]
- 2019 — титульний партнер ФК «Шахтар»[74][75]
- 2019 — титульний партнер ФК Десна[76]
- партнер Української асоціації футболу[77], клубів «Ворскла»[78][79], «Десна», «Олімпік» та «Металіст-1925»
- спонсор Української хокейної ліги
- вересень 2020 — ФК Лестер[80]
- вересень 2020 — ФК Ювентус[81][82][81]
- вересень 2020 — ФК Евертон[83]
- 2021 — титульний партнер ХК «Сокіл»[84]
- 2021 — ФК «Маріуполь»[85]
- 2021 — титульний партнер ФК «Чорноморець»[86]
- 2021 — ФК Челсі[85]
- 2021 — партнер Федерації кіберспорту України та Чемпіонату України з CS: GO і Dota 2[87]
- 2021 — партнер турніру з CS:GO WePlay Academy League S3.
- 2022 — партнер україномовної трансляції турніру Blast Premier: Spring Showdown 2022 від WePlay Esports.
- 2018—2021 — партнер Virtus Pro (Росія)
- 2019—2022 — партнер Team Spirit (Росія)
- 2021—2022 — партнер HellRaisers (Україна)
- 2023 — партнер Botafogo (Бразилія)[88]
- 2025 — спонсор ФК «Лідс Юнайтед»[89][90]

### Амбасадори бренду
- 2019 — чемпіон UFC Конор Макгрегор
- 2019 — колишній боксер Майк Тайсон;
- липень 2020 — Марина Мороз, перша українка в UFC
- 24 липня 2020 — кіберспортсмен Данило «Zeus» Тесленко[91][92]
- 2021 — Марсело Аугусто Давід[93]
- 2020 — чемпіон Bellator у напівсередній вазі Ярослав Амосов
- 2020 — Олександр Шовковський став футбольним експертом бренду[94]
- 2021 — Олександр Усик

### Інші приклади
- 2016—2020 — спонсор Української баскетбольної суперліги та чоловічої національної збірної України з баскетболу
- 2016—2020 — спонсор Української хокейної ліги
- партнер ліги кулачних боїв Mahach
- Федерація греко-римської боротьби України[95]
- збірна України з пляжного футболу

### Припинена співпраця
- національна збірна України з футболу
- російський ФК «Ахмат»[96]
- 2019—2022 — партнер російської кіберспортивної організації Team Spirit[97][98]
- 2018—2021 — російська кіберспортивна організація Virtus.pro[99]

## Санкції
10 березня 2023 року на сайті Президента України було оголошено про запровадження економічних санкцій проти великої кількості букмекерських компаній. Серед них були й юридичні особи Parimatch: Parimatch Foundation (Кіпр) та ТОВ Паріматч (Україна)..
Представники компанії звернулася до президента України з проханням перевірити твердження РНБО та СБУ щодо можливих порушень, і пояснивши, що в березні 2022 року було припинено будь-яку діяльність на території Росії. Відповідно до розслідування СБУ у 2023 році, до структури компаній Parimatch Tech належать компанії, створені громадянами Російської Федерації, а у холдинг компанії входили юридичні особи з РФ, які здійснювали господарську діяльність на території окупованого Криму. Відповідно кошти що надходили на російські та офшорні рахунки букмекера спонсорували країні-агресора. Під час розслідування також було виявлено, що у відмиванні гральних коштів Parimatchбрали участь Ibox Bank та ТОВ «Фінансова компанія Лео». Зокрема вони застосовували технологію міскодингу — вигляд шахрайства, при якому код торговця не відповідає виду діяльності бізнесу. Діяльність «Лео» та Ibox дала можливість отримувати тіньовий прибуток понад 2,5 млрд гривень на рік.
У березні 2023 року, після введення санкцій, компанія призупинила роботу на ринку України. У липні журналіст Євген Плінський заявив, що на його думку компанія обійшла санкції, продовживши роботу під іншим брендом. Згодом стало відомо, що після призупинки роботи на ринку з'явилася велика кількість підробних сайтів та мобільних додатків, що намагалися видати себе за Паріматч, намагаючись ввести користувачів у оману. Інформацію про підробні сайти та додатки підтвердили й представники компанії, опублікувавши структуру активів групи PMBL GROUP LTD, в рамках якої проводила діяльність компанія.

## Нагороди
- 2018 — директор холдингу Сергій Портнов отримав нагороду «Лідер року» за версією SBC[115][116]
- 2020 — «Маркетингова кампанія року», SBC Awards[117]
- 2020 — «Роботодавець року», SBC Awards[118]
- 2022 — найкращий оператор року у Східній Європі[119]
- 2022 — найкращий iGaming оператор у Східній Європі (Eastern European Operator of the Year), SBC Awards[120][119]
- 2022 — Катерина Білоруська, співвласниця Parimatch Tech, член наглядової ради, президент Parimatch Foundation, Лідер року, SBC Awards[121]